# Cestrum scandens
Cestrum scandens es una especie de arbusto de la familia de las solanáceas.

## Descripción
Son trepadoras leñosas, de hasta de varios metros de largo, con ramitas glabrescentes. Hojas ovadas, de varios tamaños en la misma rama, mayormente 9–14 cm de largo, ápice agudo, base obtusa o redondeada, a veces rápidamente glabrescentes; pecíolos hasta 1.5 cm de largo, glabrescentes. Inflorescencias en panículas laxas con varias flores, axilares o terminales, con hojas normales disminuyendo hacia arriba y volviéndose brácteas pequeñas, raquis glabro, pedicelos ausentes, la última rama de la inflorescencia parecida a un pedicelo, flores nocturnas y fragantes; cáliz tubular-campanulado, 3–4 mm de largo, glabro, lobos deltoides, ca 1 mm de largo; corola verde-amarillenta, a veces purpúrea, tubo delgado, 18–20 mm de largo, apenas ensanchado alrededor de las anteras, glabro por fuera, a veces pubescente por dentro, lobos 7–9 mm de largo, marginalmente tomentulosos; filamentos libres hasta 0.5 mm de su longitud, sin dientes, glabros. Baya elipsoide u obovoide, 6–8 mm de largo, azul, negruzca o blanca; semillas 5 mm de largo.

## Distribución y hábitat
Especie poco común, se encuentra en los bosques de galería, bosques secos,en la  zona pacífica; a una altitud de hasta los 600 metros; fl dic–feb, fr feb; desde México (Estado de Veracruz) a Colombia y Venezuela.

## Taxonomía
Cestrum scandens fue descrita por Martin Vahl y publicado en Eclogae Americanae 1: 24–25. 1797.
Etimología
Cestrum: nombre genérico que deriva del griego kestron = "punto, picadura, buril", nombre utilizado por Dioscórides para algún miembro de la familia de la menta.
scandens: epíteto latino que significa "trepadora".
Sinonimia
- Cestrum flexuosum Francey
- Cestrum laxiflorum Dunal
- Cestrum paniculatum Kunth
- Cestrum paniculatum Roem. & Schult.
- Cestrum perilambanon Loes.
- Cestrum scandens var. terminale Dunal
- Cestrum terminale (Dunal) Pittier[5]